# 声 (武満徹)
『声 -独奏フルート奏者のための-』は、武満徹が作曲したフルート独奏のための曲。「声」と書き「ヴォイス」と読む。1971年4月、オーレル・ニコレのために作曲された。
フルートは完全に演奏家の肉体の一部であり、楽器の音と奏者の発する肉声の間の区別はない。作曲者は不特定多数の〈聴衆〉ではなく、ひとりの聴き手を求めている。この作品には滝口修造の《手づくり諺》の一行、〈誰か？まずは物を言え、透明よ！〉の仏訳と英訳が用いられている。演奏では、演奏者の声も入る。

## 初演
1971年6月9日、「クロストーク」演奏会で野口龍の演奏により行われた。

## 出版
デュラン=サラベール=エシーク出版。現在サラベール社から出版されている楽譜はピエール＝イヴ・アルトーによる改訂版で、初期の演奏に使われていた楽譜とは異なる。そのため、重音による演奏箇所が数か所減っていたり、click with tongueだった指示がpizzicatoに変更されていたり、と初期の楽譜とは全く違っている。また、フルーティストの小泉浩によると、楽譜で指示されている2本のマイクの使用 (エア・マイクとコンタクト・マイク) に関して、使用しない演奏も武満は許可している。改訂版よりもそれ以前の版の方がずっとよい、というのが小泉浩の見解である。

### 注
1. ↑  マイクの音の方が大きくなりすぎて、フルートの生音を邪魔してしまうのが避けられないため[4]。